# Fiskeler
Fiskeler er et få centimeter tykt, mørkt lerlag, som blev navngivet i 1849 af geologen Georg Forchhammer, og som nu er blevet verdensberømt og årsag til at Stevns Klint er optaget på UNESCO's verdensarvsliste i 2014. Fiskeleret er blottet på Stevns Klint og enkelte andre steder i Danmark. Laget markerer som et gyldent søm K/Pg-grænsen mellem Kridt og Palæogen.

## Fra Mexico med meteorspor
Fiskeleret har et højt indhold af det sjældne metal iridium, der er spor fra den 10-15 km store meteor der slog ned i Mexico og dannede Chicxulub-krateret for 66 mio år siden. Det betyder at fiskeleret stammer fra Mexico og er blevet slynget op i atmosfæren som pulveriseret rødglødende jord og klipper ved meteornedslaget for derefter at brede sig ud over hele jorden. Tilsvarende iridiumholdige lag forekommer på andre lokaliteter spredt over hele Jorden og ses også enkelte andre steder i Danmark, jf. K/Pg-grænsen, men ses mest tydeligt i Stevns Klint.

## Eksterne links og henvisninger
1. ↑  Fisken i fiskeleret – et gammelt mysterium optrevles
2. ↑  "Kalklandet. Østsjællands Museum". Arkiveret fra originalen 18. juli 2014. Hentet 12. august 2014.
3. ↑  "Meteoren skabte et Himalaya på minutter. Berlingske Tidende 2018". Arkiveret fra originalen 16. november 2018. Hentet 15. november 2018.

- Stevns Klint, Denmark: Uppermost Maastrichtian chalk, Cretaceous–Tertiary boundary, and lower Danian bryozoan mound complex af F. Surlyk, T. Damholt og M Bjerager Arkiveret 14. juli 2014 hos  Wayback Machine
- Theme: Cretaceous - Paleogene boundary. Locality: Stevns Klint. GeoSites in Denmark Arkiveret 12. august 2014 hos  Wayback Machine
- Stevns Klint, verdensarv og historie Arkiveret 6. februar 2012 hos  Wayback Machine
- Fiskeler, Naturstyrelsen anbefaler Arkiveret 27. april 2014 hos  Wayback Machine
- Stevns Museum Arkiveret 21. januar 2015 hos  Wayback Machine
- Undergrund. Skrivekridt. Naturviden Arkiveret 7. juni 2011 hos  Wayback Machine
- Stevns Klint, verdensarv og historie Arkiveret 6. februar 2012 hos  Wayback Machine
- Naturstyrelsen, geologi Arkiveret 3. maj 2015 hos  Wayback Machine
- Naturviden Arkiveret 7. juni 2011 hos  Wayback Machine